# 1994 год в музыке

## События
- 19 января — В Нью-Йорке прошла ежегодная, 9-я по счёту, церемония внесения имён выдающихся музыкантов в Зал славы рок-н-ролла. На этот раз избранными стали «The Animals», «The Band», Дуэйн Эдди, «The Grateful Dead», Элтон Джон, Джон Леннон, Боб Марли и Род Стюарт. Эксл Роуз и Брюс Спрингстин выступили на шоу в качестве дуэта, исполнив знаменитый «битловский» хит «Come Together».
- 30 января — Певица Натали Коул исполнила национальный гимн США перед 28-м по счету матчем за «Супербоул», проходившем в городе Атланта (шт. Джорджия).
- 14 февраля — В городе Сосалито (шт. Калифорния, США) состоялось бракосочетание вокалиста «Grateful Dead» Джерри Гарсии и режиссёра-сценариста Деборы Кунс.
- 1 марта — Nirvana отыграли свой финальный концерт в Мюнхене.
- 18 марта — Басист Дэррил Джонс заменил ушедшего из «The Rolling Stones» Билла Уаймэна, присоединившись к группе в качестве сайдмэна.
- 21 марта — Брюс Спрингстин получил премию «Оскар» за песню «Streets of Philadelphia», которая вошла в саундтрек фильма «Филадельфия».
- 22 марта — Почти за год до своей трагической гибели певица Селена выпустила последний испаноязычный альбом Amor Prohibido.
- 23 марта — Один из участников швейцарского электронного дуэта Yello Дитер Майер пробыл час у мемориальной доски с надписью «23 марта 1994 года с 3 до 4 часов дня здесь будет стоять Дитер Майер» на железнодорожной станции г. Кассель, Германия, которую он установил до этого в 1972 году в рамках выставки Documenta 5, проходящую в этом городе каждые пять лет.
- 5 апреля — умер лидер Nirvana — Курт Кобейн. Группа распалась.
- 7 апреля — Суд города Батон-Руж (шт. Луизиана) признал легендарного соул-певца Перси Следжа виновным в уклонении от уплаты налогов.
- 16 апреля — В кафедральном соборе Святого Людовика (Новый Орлеан) состоялась свадьба эстрадно-джазового певца-актёра Гарри Конника мл. и топ-модели Джилл Гудакр.
- 27 мая — Образовалась российская рок-группа «Сплин».
- 1 июня — В Нью-Йорке, в Sheraton New York Hotel and Towers прошла 25-я ежегодная церемония внесения имён выдающихся композиторов в Зал Славы сочинителей песен. На этот раз подобной чести были удостоены братья Гибб (Барри, Морис и Робин), Отис Реддинг, Лайонел Ричи а также Карли Саймон.
- 11 июня — Фил Коллинз был произведён в лейтенанты Королевского Викторианского ордена за активное участие в работе благотворительного фонда принца Чарльза The Prince's Trust.
- 18 июля — Вокалистка «The Cranberries» Долорес О’Риордан вышла замуж за бывшего гастрольного менеджера «Duran Duran» Дона Бартона.
- 22 июля — Открытый в 1980 году словацким астрономом Ладиславом Брожеком астероид получил имя «3834 Zappafrank» — в честь скоропостижно скончавшегося от рака годом ранее американского рок-музыканта Фрэнка Заппы.
- 1 августа — в Москве образовалась группа «Русское гетто» (ныне «Коловрат»). Появление «правой сцены» и неонацистской музыки в России.
- 12 августа — В Согертисе (штат Нью-Йорк) открылся рок-фестиваль «Woodstock '94», посвящённый 25-й годовщине своего знаменитого предшественника, состоявшегося в 1969 году. За три дня шоу посетили около 350 тысяч человек, а список приглашённых хэдлайнеров включал в себя таких именитых исполнителей как: Джо Кокер, «The Cranberries», «Metallica», «Aerosmith», «Red Hot Chili Peppers» и Питер Гэбриэл.
- 25 августа — Билли Джоэл и его вторая жена Кристи Бринкли окончательно развелись, но при этом сохранили дружеские отношения.
- 30 августа — вышел дебютный альбом английской рок-группы Oasis Definitely Maybe, который неоднократно возглавляет списки лучших альбомов всех времён. С выходом Definitely Maybe принято считать начало эпохи брит-попа.
- 8 сентября — Джазмен Херби Хэнкок был награждён именной звездой на голливудской «Аллее славы».
- 14 сентября — Американская соул- и ритм-энд-блюзовая вокальная поп-группа «The Temptations» получила звезду на голливудской «Аллее славы».
- 18 сентября — В Новом Орлеане, штат Луизиана, прошёл очередной, 7-й по счету, благотворительный фестиваль в помощь фермерам «Фарм Эйд» (Farm Aid VII). Среди выступающих на нём участников в этот раз были Крис Кристофферсон, Уилли Нельсон, «Spin Doctors» и Нил Янг.
- 27 сентября — выход дебютного альбома «Under the Table and Dreaming» группы Dave Matthews Band.
- 29 сентября — Участницы американской R&B группы «The Pointer Sisters» получили звезду на голливудской «Аллее славы».
- 20 ноября — Дэвид Кросби перенёс экстренную операцию по пересадке печени в одном из специализированных трансплантологических центров Лос-Анджелеса. Столь серьёзный недуг музыканта был вызван чрезмерным злоупотреблением алкоголем и наркотиками, приведшим впоследствии к гепатиту C.
- 17 декабря — Гитарист «Bon Jovi» Ричи Самбора сочетался браком в Париже с актрисой Хизер Локлир (бывшей одно время женой барабанщика «Mötley Crüe» Томми Ли).
- После небольшого перерыва (с 1992 года) в 1994 году вокалист Сергей Скачков вновь воссоздал группу «Земляне»: новая концертная программа была названа «Второй виток вокруг Земли», презентация её состоялась в московском клубе «Манхэттен экспресс».
- Основан звукозаписывающий лейбл Immortal Records.

## Образовавшиеся группы
- Arthemesia
- Dee Dee Ramone I.C.L.C
- Empyray
- Eyesburn
- Garbage
- Guano Apes
- I.F.K.
- Lamb
- Mineral
- Moloko
- Muse
- Pink Martini
- Placebo
- Rammstein
- Savage Garden
- Sigur Rós
- Spice Girls
- Spiritual Seasons
- Static-X
- The Rasmus
- Zdob şi Zdub
- Зимовье Зверей
- Океан Ельзи (12 октября)
- СерьГа (1 июня)
- Сплин (27 мая)
- Чай вдвоём

## Продажи
- Самый продаваемый сингл в США (Billboard Hot 100) — «The Sign» (Ace of Base)
- Самый продаваемый альбом в США (Billboard Top 200) — «The Sign» (Ace of Base)
- Самый продаваемый сингл в Великобритании — «Love Is All Around» (Wet Wet Wet)
- Самый продаваемый альбом в Великобритании — «Cross Roads» (Bon Jovi)

## Награды
- «Грэмми» за альбом года — Тони Беннетт за «MTV Unplugged»
- «Грэмми» за запись года — Шерил Кроу за «All I Wanna Do»
- «Грэмми» за песню года — Брюс Спрингстин за «Streets of Philadelphia»
- Brit Awards за лучшие британские записи: сингл — «Parklife» (Blur), альбом — Parklife (Blur)
- Лучшая песня согласно журналу Rolling Stone — «Hallelujah» (Джеф Бакли)

### Зал славы рок-н-ролла
Исполнители:
- The Animals (Эрик Бёрдон, Хилтон Валентайн, Алан Прайс, Джон Стил и Чес Чендлер)[1]
- The Band (Рик Дэнко[англ.], Ричард Мэнуел[англ.], Робби Робертсон, Гарт Хадсон и Левон Хелм)[2]
- Grateful Dead (Винс Велник[англ.], Боб Вир[англ.], Джерри Гарсия, Донна Годшо[англ.], Кит Годшо[англ.], Том Константен[англ.], Билл Кройцманн[англ.], Фил Леш[англ.], Рон Маккернан[англ.], Брент Мидленд[англ.], Роберт Хантер[англ.] и Микки Харт[англ.])[3]
- Элтон Джон[4]
- Джон Леннон[5]
- Боб Марли[6]
- Род Стюарт[7]
- Дуэйн Эдди[8]

Раннее влияние:
- Вилли Диксон[9]

Неисполнители:
- Джонни Отис[10]

### Зал славы авторов песен
- Барри Гибб[11]
- Морис Гибб[12]
- Робин Гибб[13]
- Отис Реддинг[14]
- Лайонел Ричи[15]
- Карли Саймон[16]

Награда Джонни Мерсера:
- Ирвинг Сизар[17]

Награда Эйба Олмена издателю:
- Бадди Моррис[18]

Награда Сэмми Кана за жизненные достижения:
- Лина Хорн[19]

Награда покровителю искусств:
- Филип Дасенберри[англ.][20]

### Зал славы кантри
- Мерл Хаггард[21]

## Самые успешные хиты года
Следующие композиции достигли наивысших мест в чартах по всему миру в 1994 году.
| # | Исполнитель                      | Название                | Год  | Страна                    | Позиции в чартах |
| - | -------------------------------- | ----------------------- | ---- | ------------------------- | --- |
| 1 | Брюс Спрингстин                  | Streets of Philadelphia | 1994 | Соединённые Штаты Америки | Austria 1 — Apr 1994, Norway 1 — Feb 1994, Poland 1 — Feb 1994, Germany 1 — Mar 1994, Éire 1 — Mar 1994, Oscar in 1993, UK 2 — Mar 1994, Switzerland 2 — Mar 1994, Italy 3 of 1994, France 4 — Feb 1994, Holland 6 — Feb 1994, RYM 6 of 1994, Sweden 7 — Feb 1994, US BB 9 of 1994, Europe 29 of the 1990s, US BB 30 of 1994, Australia 30 of 1994, US CashBox 49 of 1994, POP 63 of 1994, AFI 68, Germany 74 of the 1990s, WXPN 837 |
| 2 | Bryan Adams, Rod Stewart & Sting | All for Love            | 1994 | /                         | US BB 1 of 1994, Sweden 1 — Dec 1993, Austria 1 — Feb 1994, Switzerland 1 — Jan 1994, Norway 1 — Jan 1994, Poland 1 — Dec 1993, Germany 1 — Jan 1994, Éire 1 — Jan 1994, Australia 1 for 2 weeks Apr 1994, UK 2 — Jan 1994, Holland 3 — Jan 1994, US BB 9 of 1994, Italy 9 of 1994, Australia 10 of 1994, US CashBox 22 of 1994, POP 25 of 1994, Germany 87 of the 1990s                                                             |
| 3 | Rednex                           | Cotton Eye Joe          | 1994 | Швеция                    | UK 1 — Dec 1994, US BB 1 of 1995, Holland 1 — Aug 1994, Sweden 1 — Aug 1994, Austria 1 — Oct 1994, Switzerland 1 — Oct 1994, Norway 1 — Oct 1994, Germany 1 — Jan 1995, New Zealand 1 for 6 weeks Mar 1995, POP 1 of 1995, Germany 18 of the 1990s, US BB 25 of 1995, Australia 41 of 1995, Party 54 of 2007, Scrobulate 72 of party                                                                                                 |
| 4 | All-4-One                        | I Swear                 | 1994 | Соединённые Штаты Америки | US BB 1 of 1994, Holland 1 — Jul 1994, Austria 1 — Aug 1994, Switzerland 1 — Jul 1994, Germany 1 — Jul 1994, New Zealand 1 for 6 weeks Jul 1994, Australia 1 for 5 weeks Nov 1994, UK 2 — Jun 1994, Norway 2 — Jul 1994, Australia 2 of 1994, US CashBox 3 of 1994, Sweden 3 — Aug 1994, US BB 7 of 1994, Poland 14 — Jul 1994, Germany 39 of the 1990s, OzNet 657                                                                   |
| 5 | Mariah Carey                     | Without You             | 1994 | Соединённые Штаты Америки | UK 1 — Feb 1994, Holland 1 — Feb 1994, Sweden 1 — Feb 1994, Austria 1 — Apr 1994, Switzerland 1 — Apr 1994, Poland 1 — Feb 1994, Germany 1 — Mar 1994, Éire 1 — Feb 1994, New Zealand 1 for 1 weeks Apr 1994, US BB 3 of 1994, Norway 3 — Mar 1994, US CashBox 15 of 1994, Australia 15 of 1994, Germany 25 of the 1990s, POP 37 of 1994                                                                                             |

## Десятка лучших альбомов года
Нижеследующий список альбомов составлен из их положения в более чем 5800 чартах мира.
1. Jeff Buckley — Grace
2. Oasis — Definitely Maybe
3. Weezer — Weezer
4. Portishead — Dummy
5. Nirvana — MTV Unplugged in New York
6. Green Day — Dookie
7. Nas — Illmatic
8. Blur — Parklife
9. Soundgarden — Superunknown
10. Nine Inch Nails — The Downward Spiral

## Выпущенные альбомы
См. также категорию музыкальных альбомов 1994 года.
- 21st Century (Blue System, 21 марта)
- Analogue Bubblebath 4 (Aphex Twin)
- Antenna (ZZ Top, 18 января)
- Asphyx (Asphyx)
- Awake (Dream Theater, 4 октября)
- Bedtime Stories (Мадонна)
- Both Sides (Фил Коллинз)
- Burn My Eyes (Machine Head) — дебютный альбом
- Cheshire Cat (Blink-182) — дебютный альбом
- Chocolate and Cheese (Ween)
- Cross Road (Bon Jovi, 11 октября)
- Cyfry (Przyjaciele)
- De Mysteriis Dom Sathanas (Mayhem)
- Definitely Maybe (Oasis)
- Dial Hard (Gotthard)
- Different Dreams (Masterboy)
- Divine Intervention (Slayer)
- Dookie (Green Day)
- Dummy (Portishead) — дебютный альбом
- Far Beyond Driven (Pantera)
- Fear, Emptiness, Despair (Napalm Death)
- Feed-Us (Cradle of Thorns)
- Fire on Earth (Laserdance)
- Focus (Cynic)
- For All Tid (Dimmu Borgir) — дебютный альбом
- From the Cradle (Эрик Клэптон)
- Funeral Service (Mental Home) — дебютный альбом
- Grace (Jeff Buckley, 23 августа) — дебютный альбом
- Happiness? (Roger Taylor)
- Hear the Masses (Брэдли Джозеф)
- Hell Freezes Over (The Eagles)
- Hex (Bark Psychosis)
- Hungry for Stink (L7)
- Hvis lyset tar oss (Burzum)
- I Say, I Say, I Say (Erasure)
- Ill Communication (Beastie Boys)
- Illmatic (Nas) — дебютный альбом
- Incunabula (Autechre)
- Jar of Flies (Alice In Chains)
- Korn (Korn) — дебютный альбом
- Let Love In (Nick Cave and the Bad Seeds)
- Live At The Brixton Academy (The Brian May Band)
- Live Through This (Hole)
- Master of the Rings (Helloween)
- Mellow Gold (Бек)
- Monster (R.E.M., 27 сентября)
- Motorcade of Generosity (Cake, 7 февраля)
- MTV Unplugged in New York (Nirvana, 1 ноября)
- Muse Sick-n-Hour Mess Age (Public Enemy)
- Music for the Jilted Generation (The Prodigy, 4 июля)
- Nigredo (Сергей Калугин)
- No Need to Argue (The Cranberries, 3 октября)
- No Quarter (Джимми Пейдж и Роберт Плант, 14 октября)
- One Foot in the Grave (Бек)
- Parklife (Blur)
- Portrait of an American Family (Marilyn Manson) — дебютный альбом
- Punk in Drublic (NOFX)
- Quel punto (Адриано Челентано)
- Ready to Die (The Notorious B.I.G.) — дебютный альбом
- Selected Ambient Works Volume II (Aphex Twin)
- Smash (The Offspring)
- Snuff the Punk (P.O.D.)
- Southernplayalisticadillacmuzik (Outkast, 26 апреля) — дебютный альбом
- Sprawl (Modifidious)
- Stereopathetic Soulmanure (Бек)
- Stop Killing Dolphins (Дубовый Гаайъ)
- Superunknown (Soundgarden)
- Symphony X (Symphony X) — дебютный альбом
- Talk (Yes)
- Thank You for the Music (ABBA)
- The Bleeding (Cannibal Corpse)
- The Cross of Changes (Enigma)
- The Division Bell (Pink Floyd)
- The Downward Spiral (Nine Inch Nails)
- The Fatherless & the Widow (Sixpence None the Richer) — дебютный альбом
- The Greatest Hits (INXS)
- The Hot Seat (Emerson, Lake & Palmer)
- The Principle of Evil Made Flesh (Cradle of Filth)
- The Return of the Space Cowboy (Jamiroquai)
- The Shadowthrone (Satyricon)
- The Sign (Ace of Base)
- The Songs of Distant Earth (Mike Oldfield)
- There Is a Party (DJ BoBo)
- Thirsty work (Status Quo)
- Thug Life: Volume 1 (Thug Life, 26 сентября)
- Tical (Method Man) — дебютный альбом
- Tři čuníci (Яромир Ногавица)
- Turn It Upside Down (Spin Doctors)
- Unplugged (Машина времени)
- Vauxhall and I (Моррисси)
- Vitalogy (Pearl Jam)
- VROOOM (EP, King Crimson)
- Weight (Rollins Band)
- Welcome to Sky Valley (Kyuss)
- Wildhoney (Tiamat)
- X-Ten (Blue System, 31 октября)
- Youthanasia (Megadeth)
- А нам всё равно (Дюна)
- Гомерический хохот (Монгол Шуудан)
- Жиган-лимон (Михаил Круг, апрель)
- Зона Любэ (Любэ)
- Кащей Бессмертный (Сектор Газа)
- Будь как дома, путник... (Демозапись, оригинал 1994 года) (Король и Шут)
- Люди выращивают цветы (Дружки)
- Немного огня (Пикник)
- Оранжевое настроение (Чайф)
- Пепел любви (Алексей Глызин)
- Прикоснись (Валерий Леонтьев)
- Пыльная быль (Сплин, 27 мая)
- Синий понедельничек (Маша Распутина)
- Танго на облаке (Крематорий)
- Танец на цыпочках (Настя)
- Танцы после порева (Сектор Газа)
- Титаник (Наутилус Помпилиус, 28 апреля)
- Троды плудов (Несчастный случай)
- Это всё... (ДДТ)
- Я не надувная (Наталья Штурм) — дебютный альбом
- Я не Рафаэль (Филипп Киркоров)

## Музыкальные фильмы
- Аукцыон у Митьков (АукцЫон)
- Зона Любэ (Любэ)

## Родились
- 1 января — Хип-Хоп Одинокой Старухи — российский баттл-рэпер.
- 10 января — OG Buda — российский рэпер и актёр, участник объединений RNDM Crew и Melon Music.
- 14 января — Ким Чонин (Кай) — южнокорейский певец и актёр, участник группы EXO.
- 28 января — Малума — колумбийский певец и композитор в жанре реггетон.
- 1 февраля — Гарри Стайлз — британский певец, автор песен и актёр, бывший участник группы One Direction.
- 2 февраля — Кевин Фрэт (ум. 2019) — пуэрто-риканский певец.
- 10 февраля
  - Кан Сыльги — южнокорейская певица и танцор, участница группы Red Velvet.
  - Сон Наын — южнокорейская певица и актриса, участница гёрл-группы A Pink.
- 14 февраля — HENSY — российский рэпер.
- 16 февраля — Эйва Макс — американская поп-певица.
- 18 февраля — Чон Хосок — южнокорейский рэпер, участник бойз-бэнда BTS.
- 21 февраля — Сон Сынван — южнокорейская певица участница группы Red Velvet.
- 1 марта — Джастин Бибер — канадский певец, автор песен и музыкант.
- 12 марта — Кристина Гримми (ум. 2016) — американская певица и пианистка.
- 28 марта — Джексон Ван — гонконгский рэпер, певец, участник группы GOT7.
- 29 марта — Солли (ум. 2019) — южнокорейская певица, актриса и модель, участница группы f(x).
- 11 апреля — Дункан Лоуренс — нидерландский поп-певец, победитель конкурса песни «Евровидение-2019».
- 12 апреля — О Сехун — южнокорейский певец, рэпер, актёр, участник группы EXO.
- 24 мая — Димаш Кудайберген — казахский певец.
- 5 июня — Пиэм — российский баттл-рэпер.
- 18 июня — Takeoff (ум. 2022) — американский рэпер, участник группы Migos.
- 25 июня — Егор Крид — российский поп-певец.
- 4 июля — Эра Истрефи — косоварская певица и автор-исполнитель.
- 9 июля — Элджей — российский рэпер.
- 16 июля — Марк Инделикато — американский актёр и певец.
- 9 августа — King Von (ум. 2020) — американский рэпер.
- 14 августа — Elvira T — российская певица и композитор.
- 29 сентября — Холзи — американская певица и автор песен.
- 24 октября — Крэйг Гордвин — американский рэпер.
- 2 ноября — Шейн Ли Линдстром — американский продюсер и автор песен.
- 21 ноября — Sqwoz Bab — российский камеди-рэпер.
- 19 декабря — Наоми Секейра — австралийская актриса, телеведущая и певица.
- 20 декабря — Назрия Назим — индийская актриса, певица, модель и телеведущая.
- 26 декабря — Саманта Боскарино — американская актриса и певица.

## Скончались
- 7 февраля — Витольд Лютославский (81) — польский композитор и дирижёр
- 24 февраля — Дина Шор (77) — американская актриса и певица
- 5 апреля — Курт Кобейн (27) — американский певец, музыкант и автор песен, вокалист и гитарист группы Nirvana
- 7 апреля — Гарри Адаскин (92) — канадский скрипач
- 14 июня — Генри Манчини (70) — американский дирижёр и композитор
- 28 августа — Альфонсо Летельер Льона (81) — чилийский композитор и педагог
- 13 сентября — Георги Тутев (70) — болгарский композитор и дирижёр
- 20 сентября — Джул Стайн (88) — британский и американский композитор и автор песен
- 1 декабря — Мирча Кириак (75) — румынский композитор и педагог
- 15 декабря
  - Алексей Абаза (78) — советский и американский пианист, композитор и музыкальный педагог
  - Гарри Тобиас[англ.] (99) — американский автор песен